# الشيخة الجنية
هي مغنية جزائرية تؤدي الراي البدوي القديم أو الوهراني اسمها الحقيقي فاطنة مباركي ولدت سنة 1954 في منطقة مرحوم ولاية سيدي بلعباس غرب الجزائر وتوفيت في 1 أفريل 2004 بسيدي بلعباس.

## السيرة الذاتية
عاشت حياة صعبة وفقر ولكنها تعلمت الغناء الوهراني سنوات السبعينات واشتهرت بين أهل الغرب وبث لها التلفزيون الجزائري بعض اغانيها خلال سنوات السبعينات والثمانينات مما زادت في شهرتها.

## روابط خارجية
- الشيخة الجنية على موقع ميوزك برينز (الإنجليزية)
- الشيخة الجنية على موقع أول ميوزيك (الإنجليزية)
- الشيخة الجنية على موقع ديسكوغز (الإنجليزية)